# Cantó de Behren-lès-Forbach
El cantó de Behren-lès-Forbach és un cantó francès del departament del Mosel·la, situat al districte de Forbach. Té 13 municipis i el cap és Behren-lès-Forbach.

## Municipis
- Behren-lès-Forbach (Bäre)
- Bousbach (Buschboch)
- Cocheren (Kochere)
- Diebling (Diwlinge)
- Farschviller
- Folkling (Folklinge)
- Metzing
- Morsbach (Morschbach)
- Nousseviller-Saint-Nabor
- Œting (Ëttinge)
- Rosbruck
- Tenteling
- Théding

## Història
| Data d'elecció                           | Identitat           | Partit | Qualitat |
| ---------------------------------------- | ------------------- | ------ | -------- |
| 1985-1988                                | Charles Stirnweiss  | UDF    |          |
| 1988-2008                                | Paul Bladt          | PS     |          |
| 2008-                                    | Jean-Bernard Martin | PS     |          |
| les dades anteriors no són pas conegudes |                     |        |          |
|                                          |                     |        |          |

## Demografia
| A partir de 1990 : Població sense dobles comptes |